# Jean de Saint-Igny
Jean de Saint-Igny, né entre 1595 et 1600 à Rouen et mort dans la même ville en 1647 ou en 1649, est un peintre, dessinateur et graveur français.

## Biographie
Malgré les pages que lui ont consacré Chennevières et Hédou, on sait peu de choses sur la vie de Jean de Saint-Igny. On sait cependant qu’il a commencé son apprentissage dans sa ville natale en 1614 et qu’il est présent à Paris de 1629 à 1630, où il était probablement depuis quelque temps. Il participe à la fondation de la confrérie de Saint-Luc en 1631 à Rouen où il parait avoir poursuivi sa carrière, même s’il a passé certaines périodes — comme en 1632, pour honorer une commande du couvent des Augustins — dans la capitale, puis à Caen. En 1635, il est élu maitre de la confrérie de Saint-Luc à Rouen.
En 1636, il signe et date deux grandes grisailles, L’Adoration des Mages et L’Adoration des Bergers pour les Franciscains de Rouen, ainsi qu’une Assomption pour l’église abbatiale de la Trinité à Fécamp. En 1638-1639, il est commissionné pour l’exécution de toiles destinées à la chapelle de la Vierge dans la cathédrale de Rouen. Tous ces tableaux, auxquels il convient d’ajouter une deuxième Assomption pour l’église de Caudebec, sont fortement marqués par le maniérisme imposé à Paris par Bellange, Lallemant et Vignon ainsi que Bosse, et qui est resté à la mode pendant un certain temps après le retour de Vouet d’Italie en 1627.
D’autres petites œuvres attribuables à Saint-Igny, comme une grisaille allégorique et une série de petits sujets historiques traités presque comme des scènes de genre, comme la Cavalcade triomphale d’Anne d’Autriche et du jeune Louis XIV, un certain nombre de petits panneaux (et peut-être également les boiseries sculptées) décorant la Chapelle Dorée de l’église Saint-Gervais-Saint-Protais de Paris, qui se caractérisent par un style de pinceau cursif, plus rapide et fougueux.
Il reste un grand nombre de gravures originales ou de gravures réalisées à partir de ses œuvres par Nicolas Briot, Michel Lasne et Bosse, ainsi que certains dessins préparatoires. Les gravures ont été souvent réalisées dans le cadre d’une série, comme la Noblesse Françoise à l’église, le Jardin de la noblesse françoise et les Elémens de pourtraiture. Ses images d’hommes et de femmes élégamment vêtus font de Saint-Igny l’un des illustrateurs les plus représentatifs des mœurs et des modes de son temps.

## Publications
- Elémens de pourtraiture ou La métode de représenter et pourtraire toutes les parties du corps humain, Paris, chez l’autheur demeurant au faux-bour S. Germain proche la porte de Bussi, au grand Turc. Avec privilege du roi, 1630, in-12 43 p.Les Éléments de pourtraitures, publiés en 1630, diffèrent assez notablement du recueil de 1625, à peu près introuvable.
- Le Jardin de la Noblesse française dans lequel se peut recueillir leur manière de vêtements, pièces gravées par Bosse, Ciastres, 1629.
- La Noblesse française à l’église, dédiée à Messire Claude Maugis, conseiller aulmosnier du Roy et de la Reine Mere du Roy, abbé de S. Ambroise, Paris, chez l’auteur, demeurant au faubourg S. Germain proche de la porte de Bussy au Grand Turc.

## Œuvres

### Tableaux
- L’Adoration des Mages, 1636, Rouen, musée des Beaux-Arts
- L’Adoration des Bergers, 1636, Rouen, musée des Beaux-Arts
- L'Assomption, 1636, Fécamp, église de la Trinité
- Miracle de Saint Nicaise, premier apôtre de la Neustrie terrassant un dragon en présence d’un grand nombre de témoins, détruit en 1933 dans l'incendie de l'église Saint-Nicaise de Rouen
- La Sainte Famille, huile sur panneau, 274 x 194 mm[6], Musée des Pêcheries

### Gravures
- Fumeurs, 1630, Hermitage

Nombreuses pièces gravées par Abraham Bosse, par Briot, etc. :
- La Sainte-Vierge assise dans un paysage ;
- Un gentilhomme accostant une servante ;
- Une dame dévidant du fil ;
- Une dame faisant de la dentelle ;
- Une dame tenant un écheveau de fil ;
- Trois cabarets ;
- Cedent arma togæ (sic) ;
- Le Joueur de cornemuse, eau-forte ;
- Un tableau représentant un des quatre éléments, l’Air, en la possession de Hédou, attribué par lui à notre artiste, plus sept tableaux peints à l’huile, sur basane dorée et travaillée au petit fer, qui proviennent de la décoration de l’hôtel d'Étancourt, rue du Gros-Horloge, et qui sont aujourd’hui déposés au musée Carnavalet. Hédou y a reconnu des copies d’estampes dessinées et gravées par le graveur néerlandais Goltzius.

### Dessins
- L'Odorat, sanguine, 27,5 × 19,8 cm (Beaux-Arts de Paris, Paris)[7]. Cette étude rapide à la sanguine date des années 1630[8].
- Jupiter sous les traits de Diane et Callisto, plume, encre brune et lavis brun, 19,3 × 14 cm (Beaux-Arts de Paris, Paris)[9].
- Alphée et Aréthuse, plume, encre brune et lavis brun, 14,3 × 19,6 cm (Beaux-Arts de Paris, Paris)[10]. Ces deux dessins, datant des années 1630, sont des croquis, peut-être destinés à la gravure, qui se distinguent par une utilisation subtile du lavis, une grande originalité dans leur composition et qui montrent le goût de l'artiste pour le paysage[11].
- Homme barbu en buste, sanguine sur papier vergé, 24,5 × 18,5 cm (musée des Beaux-Arts d’Orléans)[12].